# Abalı
Abalı ist ein türkischer Familienname.

## Herkunft und Bedeutung
Abalı ist ein Übername.

## Namensträger
- Şefik Abalı (* 2002), türkisch-österreichischer Fußballspieler